# Eretmophorus kleinenbergi
Eretmophorus kleinenbergi – rzadki i słabo poznany gatunek małej morskiej ryby dorszokształtnej z rodziny morowatych (Moridae), jedyny przedstawiciel rodzaju Eretmophorus. Występuje w Morzu Śródziemnym i – prawdopodobnie – we wschodnim Oceanie Atlantyckim.
Włoski zoolog Enrico Hillyer Giglioli opisał nowy dla nauki gatunek w 1889 roku na podstawie 3 osobników schwytanych w Cieśninie Mesyńskiej. W okresie od 1889 do 1917 większość ryb z tego gatunku złowiono w środkowej części Morza Śródziemnego. Długo uważano, że jest to endemit śródziemnomorski, aż do 1991 roku, kiedy to w Atlantyku złowiono pojedynczego osobnika. W 1994 w Morzu Balearskim na głębokości od 930 m do 1151 m złowiono kolejne 2 osobniki. W 2010 roku w Cieśninie Mesyńskiej znaleziono pojedynczego, młodocianego  osobnika E. kleinenbergi, pierwszego napotkanego od 93 lat w centralnej części Morza Śródziemnego. 
W diagnozie gatunku wymienia się 67–77 promieni w drugiej płetwie grzbietowej, w płetwie odbytowej 65–74 promieni oraz brak wcięć. Ubarwienie różowo białe z kilkoma ciemnymi, poprzecznie biegnącymi pasami oraz ciemnymi plamkami na płetwach grzbietowych i odbytowej. Największy ze znanych okazów miał blisko 10 cm długości całkowitej (8,9 cm SL).
W literaturze naukowej brak jest danych o biologii i ekologii Eretmophorus kleinenbergi.
Pozycja taksonomiczna gatunku była przez długi czas dyskutowana. Wśród znalezionych okazów dopatrywano się młodocianych osobników Rhyncogadus hepaticus lub Lepidion lepidion, co nie zostało potwierdzone ani wykluczone. Nie wyklucza się również hipotezy, że może to być gatunek neoteniczny.